# Vézillon
Vézillon är en kommun i departementet Eure i regionen Normandie i norra Frankrike. Kommunen ligger i kantonen Les Andelys som tillhör arrondissementet Les Andelys. År 2022 hade Vézillon 234 invånare.

## Befolkningsutveckling
Antalet invånare i kommunen Vézillon
Referens:INSEE